# Wolfgang Paul (futbolista)
Wolfgang Paul (Olsberg, Alemania nazi, 25 de enero de 1940) es un exjugador y exentrenador de fútbol alemán. En su etapa como jugador profesional se desempeñaba como defensa. Actualmente es presidente del Consejo de Mayores del Borussia Dortmund.
También es relojero y orfebre.

## Selección nacional
Fue convocado por la selección de Alemania Federal para afrontar la Copa del Mundo de 1966, donde el combinado germano terminó siendo subcampeón. No jugó ningún partido con la selección.

### Participaciones en Copas del Mundo
| Mundial                        | Sede       | Resultado  | Partidos | Goles |
| ------------------------------ | ---------- | ---------- | -------- | ----- |
| Copa Mundial de Fútbol de 1966 | Inglaterra | Subcampeón | 0        | 0     |

## Clubes

### Como jugador
| Club              | País             | Año       |
| ----------------- | ---------------- | --------- |
| VfL Schwerte      | Alemania Federal | 1957-1961 |
| Borussia Dortmund | Alemania Federal | 1961-1971 |

### Como entrenador
| Club              | País             | Año |
| ----------------- | ---------------- | --- |
| TSV Bigge-Olsberg | Alemania Federal | ¿-? |
| SC Willingen      | Alemania Federal | ¿-? |

## Palmarés

### Campeonatos nacionales
| Título            | Club              | País             | Año  |
| ----------------- | ----------------- | ---------------- | ---- |
| Campeonato alemán | Borussia Dortmund | Alemania Federal | 1963 |
| Copa de Alemania  | Borussia Dortmund | Alemania Federal | 1965 |

### Copas internacionales
| Título           | Club              | Sede              | Año  |
| ---------------- | ----------------- | ----------------- | ---- |
| Recopa de Europa | Borussia Dortmund | Glasgow (Escocia) | 1966 |

## Condecoraciones
| Distinción      | Año  |
| --------------- | ---- |
| Laurel de Plata | 1966 |